# 556 ق م
556 ق م أو 556 قبل الميلاد هي سنة من العقد 55 ق م في التقويم اليولياني البروليبتي (التقويم الميلادي). تسبقها سنة 557 ق م وتليها سنة 555 ق م.

## أحداث
- لبشي مردوخ يخلف نرغال شراصر على عرش بلاد بابل.
- نبو نيد يخلف لبشي مردوخ على عرش بلاد بابل.

## مواليد
- سيمونيدس أقدم الشعراء الغنائيين في اليونان.

## وفيات
- لبشي مردوخ ملك كلداني.
- نرغال شراصر ملك كلداني.

## كتب
- Yves Denis Papin (1998). Chronologie de l'histoire ancienne. Lieu de publication non identifié: Éditions Jean-paul Gisserot. ISBN:2-87747-346-5. OCLC:40746926. مؤرشف من الأصل في 2022-03-16.
- أحمد محمد عوف (2000)، موسوعة حضارة العالم، QID:Q12246226

## وصلات خارجية
- صفحة السنة على موقع onthisday.com
- سنة 556 ق م على موقع المكتبة الوطنية الفرنسية